# Quickborn, Dithmarschen
Quickborn là một đô thị thuộc huyện Dithmarschen, trong bang Schleswig-Holstein, nước Đức. Đô thị Quickborn, Dithmarschen có diện tích 6,95 km², dân số thời điểm 31 tháng 12 năm 2006 là 229 người.